# Лебедева, Татьяна (горнолыжница)
Татьяна Лебедева (род. 20 мая 1973, Киев) — советская и российская горнолыжница. Участница зимних Олимпийских игр 1992 года.

## Биография
Татьяна Лебедева родилась 20 мая 1973 года в Киеве.
В советские годы выступала в соревнованиях по горнолыжному спорту за киевское «Динамо». Тренировалась под началом Виктора Тальянова.
В 1990 году выступила на юниорском чемпионате мира в Зинале, где заняла 12-е место в скоростном спуске, 15-е — в супергиганте, 24-е — в слаломе, 28-е — в гигантском слаломе.
В 1992 году вошла в состав Объединённой команды на зимних Олимпийских играх в Альбервиле. В скоростном спуске заняла 19-е место, показав результат 1 минута 55,15 секунды и уступив 2,60 секунды завоевавшей золото Керрин Ли-Гартнер из Канады. В супергиганте заняла 28-е место, показав результат 1.26,92 и уступив 5,70 секунды победительнице Деборе Компаньони из Италии. В комбинации заняла 18-е место, набрав 111,34 балла.
В 1992 году в Лейк-Луисе единственный раз в карьере стала призёром на этапе Кубка мира, заняв 2-е место в супергиганте.
В 1993 году участвовала в чемпионате мира в Мориоке, где заняла 14-е место в скоростном спуске, 28-е — в супергиганте, 34-е — в гигантском слаломе.
В 1995 году завоевала четыре медали на чемпионате России: золото и бронзу в супергиганте, серебро в гигантском слаломе, бронзу в скоростном спуске.
В феврале 1996 года на чемпионате мира в Сьерра-Неваде заняла 18-е место в супергиганте. На том же турнире сломала обе ноги. Виновником происшествия стал представитель немецкой фирмы, выпускающей горнолыжные крепления, Харальд Шёнхар: он вопреки запрету вышел на трассу во время тренировок участников чемпионата. Лебедева сначала не заметила его из-за трамплина, но, увидев уже вблизи, постаралась на высокой скорости уйти от столкновения.
Лебедева перенесла семь операций. В сентябре 1997 года она попыталась возобновить тренировки, но из-за сильной боли в колене была вынуждена завершить карьеру.